# Tim James
Pour les articles homonymes, voir Tim James (musicien) et James.
Tim James, né le 26 décembre 1976 à Miami (Floride), aux États-Unis, est un joueur américain de basket-ball. Il évolue au poste d'ailier.

## Carrière
En août 2009, Tim James a été envoyé en Irak après s'être engagé dans l'armée américaine.